# Maurice Bizot
Pour les personnes ayant le même patronyme, voir Bizot.
Maurice Félix Bizot (5 novembre 1896 à Puéchabon - 27 novembre 1925) est un as de l'aviation français de la Première Guerre mondiale, au cours de laquelle il remporte dix victoires aériennes homologuées. Il est inhumé au cimetière Notre-Dame de Versailles (Yvelines).

## Première Guerre mondiale
Bizot s'engage dans l'armée le 8 janvier 1915 en tant que soldat de 2e classe; il est assigné au 11e régiment d'artillerie à pied. Le 6 avril 1915, il est promu au grade de brigadier. Le 13 mars 1916, il est transféré au 82e régiment d'artillerie lourde. Le 12 mai 1917, il commence une formation pour devenir pilote à Dijon. Le 9 juillet 1917, à Istres, il reçoit le brevet de pilote militaire no 7370. Il est envoyé pour une formation complémentaire à Avord puis à Pau. Il intègre une unité de combat, l'Escadrille 90 (en), le 13 octobre 1917. Le 25 janvier 1918, il est promu au grade de sergent. Aux commandes d'un Nieuport il remporte ses deux premières victoires le 27 mars 1918, qu'il partage avec Charles Macé et Laurent Ruamps. L'Escadrille 90 vole désormais sur des SPAD, un avion sur lequel Bizot remportera huit nouvelles victoires - dont sept sur des ballons d'observation, entre le 30 juillet et le 29 octobre 1918. Il fera équipe avec Jean Pezon et Marius Ambrogi, ainsi qu'avec d'autres pilotes français au cours de ces assauts. 
Il est promu au grade d'adjudant le 1er août 1918. Il reçoit la Médaille militaire le 5 septembre 1918. À la fin de la guerre, il est également décoré de la Légion d'honneuren 1920, de la Croix de Guerre avec six palmes et a été cité 7 fois.

## Entre-deux-guerres
Le 27 novembre 1925, alors que Bizot se préparait à battre le record du monde de vitesse à bord d'un avion, il fit une tentative d'atterrissage à 160 km/h. L'avion se retourna et Bizot mourut dans l'accident.

## Ouvrages
- (en) Norman L. R. Franks et Frank W. Bailey, Over the front : a complete record of the fighter aces and units of the United States and French Air Services, 1914-1918, Londres, Grub Street, 1992, 228 p. (ISBN 978-0-948817-54-0 et 0-948-81754-2, lire en ligne)